# Piasecki Helicopter
Piasecki Helicopter Corporation – amerykańskie przedsiębiorstwo założone w 1940 roku przez Franka Piaseckiego jako P-V Engineering Forum, znane jako Piasecki Helicopter od 1946 roku. PV-2 był drugim helikopterem oblatanym w Stanach Zjednoczonych (po VS-300), zaprojektowanym i oblatanym przez Franka Piaseckiego w 1943 roku. W 1949 roku, Piasecki skonstruował śmigłowiec H-21 Shawnee dla United States Air Force.
Piasecki zaprojektował i sprzedał United States Navy kilka modeli helikopterów o podwójnych wirnikach, rozpoczynając od HRP-1 z 1944 roku. HRP-1 był określany mianem "latającego banana".
Firma Piaseckiego została przejęta przez Boeing Company w 1960 roku i przemianowana na Boeing Vertol.